# Zoé Chatzidakis

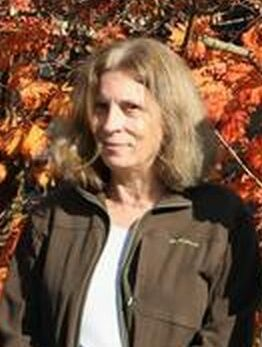
Zoé Chatzidakis, Oberwolfach 2014

Zoé Maria Chatzidakis (* 3. April 1955 in Neuilly-sur-Seine, Département Seine; † 22. Januar 2025 in Paris) war eine französische Mathematikerin, die sich mit Modelltheorie und deren Anwendung in der Algebra befasste.

## Werdegang
Zoé Chatzidakis wurde 1984 an der Yale University bei Angus Macintyre promoviert (Model Theory of Profinite Groups), war vier Jahre als Instructor und Assistant Professor an der Princeton University und ab 1988 beim CNRS, an dem sie in der Gruppe für mathematische Logik an der Universität Paris VII und danach an der École normale supérieure (Paris) (Rue d’Ulm) forschte und Forschungsdirektorin wurde.
Sie war eingeladene Sprecherin auf dem Europäischen Mathematikerkongress 2000 in Barcelona und auf dem Internationalen Mathematikerkongress 2014 in Madrid (Model Theory of Difference Fields and Applications to Algebraic dynamics). 2013 erhielt sie den Prix Leconte der Académie des Sciences. Sie hätte die Tarski Lectures im Jahr 2020 halten sollen, die jedoch wegen der COVID-19-Pandemie pausiert wurden.
Zoé Chatzidakis leistete bedeutende Beiträge zur Modelltheorie von Körpern (u. a. bewertete Körper, endliche Körper, Körper mit ausgezeichnetem Automorphismus), zum Studium von Differenzengleichungen (Difference Fields) und veröffentlichte unter anderem mit Ehud Hrushovski und Anand Pillay.
Sie setzte sich dafür ein, die öffentliche Aufmerksamkeit auf die Inhaftierung der türkischen Mathematiker Ali Nesin und Tuna Altınel zu lenken.
Zoé Chatzidakis starb am 22. Januar 2025 in Paris im Alter von 69 Jahren.

## Schriften
- mit Ehud Hrushovski: Model Theory of Difference Fields, Transactions of the AMS, Band 351, 1999, S. 2007–3071, pdf